# Quando o Carnaval Chegar
Quando o carnaval chegar é um filme brasileiro de 1972, do gênero musical, dirigido por Cacá Diegues, e com roteiro de Cacá Diegues, Hugo Carvana e Chico Buarque.

## Sinopse

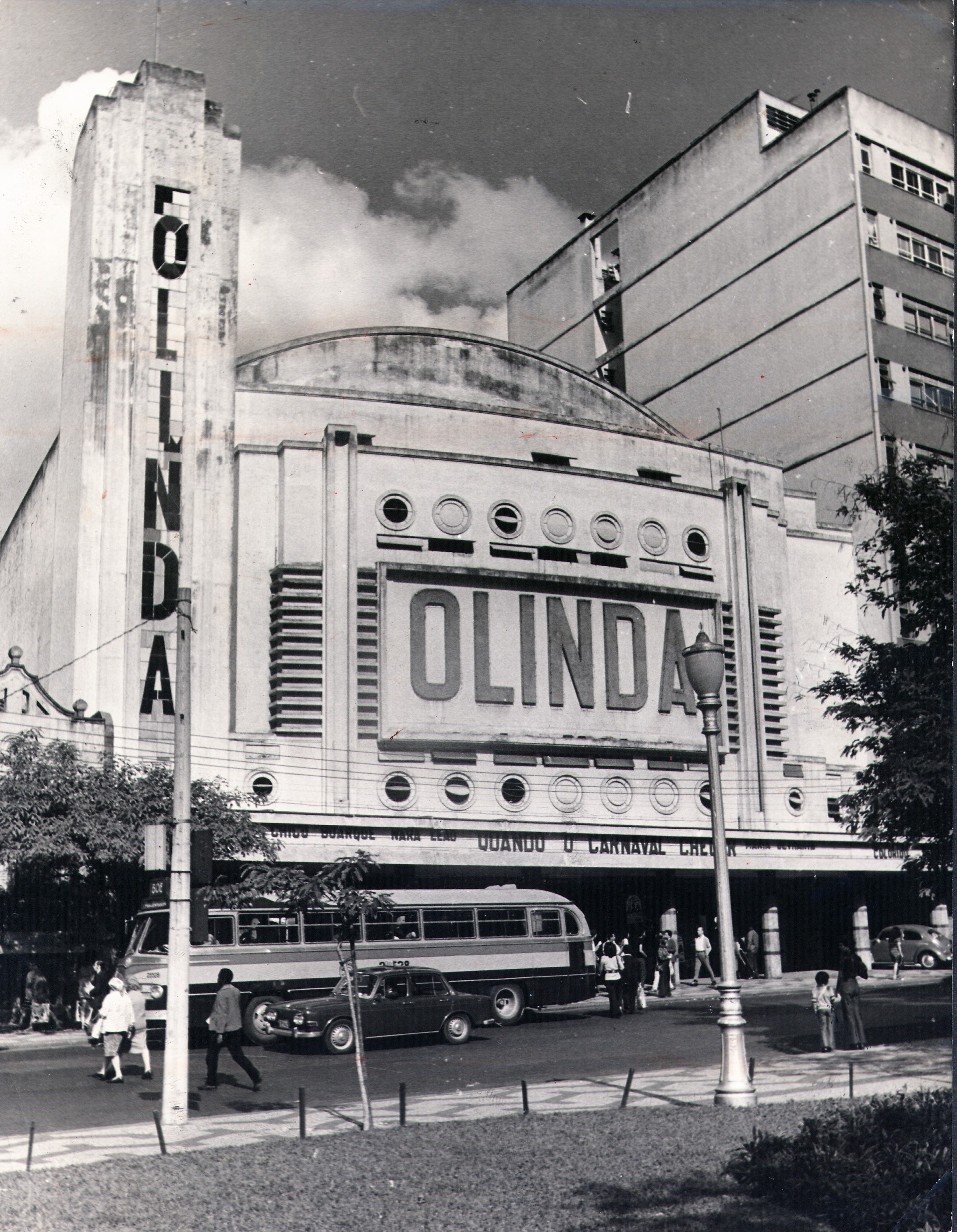
Quando o Carnaval Chegar em exibição no Cinema Olinda, no Rio de Janeiro (1972).

Lourival é o empresário de um grupo mambembe de cantores (Paulo, Mimi e Rosa), que viaja pelo país num antigo ônibus ("Sheila") dirigido por Cuíca. Com a proximidade do Carnaval, Lourival consegue um contrato para o grupo e também Cuíca, para se apresentarem no evento "A festa do rei" (que depois se revela como Frank Sinatra, numa suposta viagem ao Rio). Mas uma série de desavenças e discussões internas, provocadas pelos romances inesperados de Paulo (com Virgínia) e Cuíca (com uma atriz francesa) põe em risco o cumprimento do contrato para desespero de Lourival, que avisa que o contratante é o chefão do crime organizado (provavelmente um "bicheiro") "Anjo", que os ameaçará de diversas formas.

## Elenco
- Chico Buarque - Paulo
- Nara Leão - Mimi
- Maria Bethânia - Rosa
- Hugo Carvana - Lourival
- Antonio Pitanga - Cuíca
- Ana Maria Magalhães - Virgínia
- José Lewgoy - Anjo
- Elke Maravilha - Atriz Francesa (creditada como Elke Evremides)
- Wilson Grey - Capanga do Anjo
- Luiz Alves
- Odete Lara (como ela mesma)
- Vera Manhães
- Scarlet Moon de Chevalier
- Joaquim Mota
- Zeni Pereira - Mãe de Cuíca

## Trilha sonora
A trilha sonora do filme é composta, em sua maior parte, por Chico Buarque. Conta também com a participação de Maria Bethânia, Nara Leão, entre outros grandes nomes da música brasileira.

## Principais prêmios e indicações
Associação dos Críticos de Arte de São Paulo APCA 1972
- Prêmio Revelação do Ano (Ana Maria Magalhães).